# میزان (موسیقی)
میزان یا ترازه یا ترازک در موسیقی، نشانه‌هایی است که برای مشخص کردن دوره‌ها و تعداد ضرب در هر دوره، و تشخیص همهٔ نکته‌های وابسته وضع شده‌است. هر دوره به‌وسیلهٔ خطی عمودی، که حامل را قطع می‌کند، از دوره‌های پس و پیشِ خود جدا می‌شود. محتوای میان هر دو خط عمودی را میزان و خط‌های عمودی را خط میزان می‌نامند.
هر میزان ممکن است از دو یا سه یا چهار قسمت مساوی تشکیل شود که آن قسمت‌ها را «ضرب» می‌گویند. معمول‌ترین میزان‌ها عبارت‌اند از: میزان‌های دوضربی، سه‌ضربی و چهارضربی

## انواع میزان

### میزان ساده

#### میزان دوتایی
اگر هر ضرب میزان به‌طور طبیعی قابل تقسیم به ۲ و ۴ و ۸ قسمت مساوی (دارای تقسیمات دوتایی) باشد، آن را میزان ساده می‌گویند. میزان‌ها را با عدد کسری به نام کسر میزان مشخص می‌کنند. در میزان‌های ساده، صورتِ کسر معرفِ تعداد ضرب است و مخرج کسر شکل ضرب را مشخص می‌کند. (مثلاً: 2
4 - 4
4 - 2
2 و…)

#### میزان سه‌تایی
هر دورهٔ آن متشکل از سه ضربه است. در هر میزان سه‌تایی، ۳ سفید، ۳ سیاه، ۳ چنگ و… جای می‌گیرد. (مثلاً: 3
4 - 6
4 - 3
2 و…)

### میزان ترکیبی
اگر هر ضرب میزان قابل تقسیم به ۳ و ۶ و ۱۲ قسمت مساوی (دارای تقسیمات سه‌تایی) باشد، آن میزان را ترکیبی گویند.

### میزان لنگ (مختلط)
هر دوره‌ی این میزان آمیزه‌ای است از مضرب‌ها و مجموع‌های اعداد ۲ و ۳. به عبارت دیگر هر ضرب آن را نه می‌توان به مضرب‌های ۲ و نه می‌توان به مضرب‌های ۳ تقسیم کرد. مانند میزان ۴/۵(پنج چهار) که ممکن است از یک میزان ۴/۳ (سه چهار) و یک میزان ۴/۲ (دو چهار) یا به عکس تشکیل شده باشد.
برای مشخص نمودن موقعیت میزان‌های لنگ اغلب به وسیله خط قائم نقطه چین یا کسرمیزان تجزیه شده، آن‌ها را از هم تفکیک می‌کنند.